# 韮山県
韮山県（にらやまけん）は、慶応4年（1868年）に駿河国、相模国、武蔵国、甲斐国内の幕府領・旗本領および伊豆国一円（伊豆諸島も含む）を管轄するために明治政府によって設置された県。管轄地域は現在の静岡県、神奈川県、埼玉県、山梨県、東京都多摩地域にあたる。

## 概要
江戸幕府の韮山代官所の管轄下にあった幕府領・旗本領の一部を管轄するために設置。同時に伊豆国一円（伊豆諸島も含む）も管轄した。知県事は韮山代官の江川英武が引き続き務めた。
明治4年（1871年）、廃藩置県後の第1次府県統合に伴い相模国、伊豆国内の3県が足柄県に統合されたことにより廃止された。

## 沿革
- 慶応4年（1868年）
  - 6月29日 - 伊豆国田方郡韮山町（伊豆の国市韮山韮山1）にある韮山代官所に韮山県を設置。幕府領であった伊豆諸島も管轄。
  - 12月 - 相模国鎌倉郡、三浦郡の管轄地域を新設の神奈川県に移管。
- 明治2年（1869年）
  - 多摩郡の管轄地域のごく一部を川越藩、西端藩に移管。
  - 1月13日 - 品川県との間で多摩郡の管轄地域の調整が行われる。
  - 4月10日 - 品川県に多摩郡を移管し、品川県から入間郡・高麗郡・比企郡を、大宮県から比企郡をそれぞれ移管される[1]。
- 明治4年（1871年）11月14日 - 第1次府県統合により相模国、伊豆国内の3県が合併して足柄県が成立[2][3]。同日韮山県廃止。武蔵国は新設の入間県に移管。
- 1876年（明治9年）4月18日 - 第2次府県統合により足柄県の相模国が神奈川県に、伊豆国が静岡県に編入。同日足柄県廃止[4]。

## 管轄地域
- 伊豆国一円
  - 田方郡 - 70村（韮山代官所15村、旗本領39村、沼津藩領7村、小田原藩領7村、荻野山中藩領14村）
  - 君沢郡 - 70村（韮山代官所12村、旗本領32村、沼津藩領11村、小田原藩領13村、荻野山中藩領14村）
  - 賀茂郡 - 129村（韮山代官所31村、旗本領77村、沼津藩領14村、掛川藩領21村、荻野山中藩領5村）
  - 那賀郡 - 18村（旗本領10村、掛川藩領8村）
  - 伊豆諸島（幕府領）
- 武蔵国
  - 入間郡のうち - 108村（幕府領50村、旗本領70村、久留里藩領1村）
  - 高麗郡のうち - 91村（幕府領42村、旗本領40村、一橋徳川家領14村、前橋藩領1村）
  - 比企郡のうち - 82村（幕府領38村、旗本領55村。品川県、浦和県からの移管地域もあるが、「旧高旧領取調帳」では既に韮山県と記載されているため詳細は不明）
  - 多摩郡のうち - 87村（幕府領87村、旗本領11村。一部を品川県に編入）

甲斐国（旧田安徳川家領）、駿河国を管轄した時期もあるが、「旧高旧領取調帳」では既に静岡県、甲府県の管轄となっているため、詳細は不明である。なお相給も存在するため、村数の合計は一致しない。

## 歴代知事
- 明治2年（1869年）6月10日 - 明治4年（1871年）11月13日 ： 知事・江川英武（前韮山代官）